# Saunders Lewis
Saunders Lewis (John Saunders Lewis de son nom complet), né à Wallasey, en Angleterre le 15 octobre 1893 et mort le 1er septembre 1985, est un nationaliste gallois et l'un des fondateurs du Plaid Cymru Genedlaethol (Parti national du Pays de Galles), connu plus tard sous le nom Plaid Cymru. Il est un poète, dramaturge, historien, critique littéraire et politique. Lewis est généralement reconnu comme l'un des personnages les plus importants de la littérature du XXe siècle en langue galloise. Lewis était nommé pour le prix Nobel de littérature de 1970[réf. nécessaire].

## Engagement politique
Saunders Lewis participe en 1925 à la fondation du Plaid Cymru, qu'il dirige jusqu'en 1939.